# Unterseeboot UB-150
Pour les autres navires du même nom, voir Unterseeboot 150.
L'Unterseeboot UB-150 est un sous-marin (U-Boot) allemand de type UB III de la Kaiserliche Marine pendant la Première Guerre mondiale. Inachevé à la fin de la guerre, il s’est rendu aux Alliés à Harwich le 27 mars 1919, puis il fut emmené à Chatham Dockyard comme sujet potentiel d’expérimentations, mais ne fut jamais employé ainsi. Il fut vendu le 22 juillet 1920 à M. Lynch & Sons pour 2 000 £ et remorqué jusqu’à Rochester (Kent). Après avoir été dépouillée de tous les matériaux réutilisables, la carcasse a été coulée dans l’eau peu profonde de l’estuaire de la Medway, avec celles de l'UB-144 et de l'UB-145. Les restes des trois sous-marins, en partie brisés in situ entre 1939 et 1945, restent visibles. L’un est nettement mieux conservé que les deux autres, mais on ne sait pas exactement de quelle épave il s’agit.

## Conception
L'UB-150 avait un déplacement de 523 tonnes en surface et de 653 tonnes en immersion. Ses moteurs lui permettaient de naviguer à 13,5 nœuds (25,0 km/h) en surface et à 7,5 nœuds (13,9 km/h) en immersion. Il avait une autonomie de 9090 milles marins (16830 km) à sa vitesse de croisière. L'UB-150 transportait 10 torpilles et était armé d’un canon de pont de 10,5 cm SK L/45. L'UB-150 avait un équipage de 3 officiers et 31 hommes.

## Historique des services
L'UB-150 a été construit par AG Weser à Brême. Après un peu moins d’un an de construction, il a été lancé à Brême le 19 octobre 1918.